# Judolia scapularis
Judolia scapularis är en skalbaggsart som först beskrevs av Van Dyke 1920.  Judolia scapularis ingår i släktet Judolia och familjen långhorningar. Inga underarter finns listade i Catalogue of Life.